# DNM3
DNM3‏ (Dynamin 3) هوَ بروتين يُشَفر بواسطة جين DNM3 في الإنسان.